# Soueast DX9
Soueast DX9 — среднеразмерный SUV, выпущенный в 2020 году китайской компанией Soueast Motors.

## Описание
Изображения Soueast DX9 были опубликованы в июне 2020 года Министерством промышленности и информатизации КНР. Расположенный выше Soueast DX7, DX9 является флагманским внедорожником бренда Soueast. В то же время DX9 является первым автомобилем Soueast с новым логотипом производителя.

## Технические характеристики
Soueast DX9 оснащён 1,8-литровым двигателем с турбонаддувом мощностью 245 л. с.